# Přízrak univerzity
Přízrak univerzity (špan. titul: Tuno negro) je španělský hororový film z roku 2001, jehož režiséry jsou Pedro L. Barbero a Vicente J. Martín.

## Děj
Univerzita Salamanca je pod terorem vraždícího, možná i vraždících zpěváků. Mezi zpěváky z rodin bohatých a zpěváky z rodin chudých byl v historii rozpor, až se rozhodli chudí zpěváci, označení za „černé zpěváky“, zabíjet. Zabíjet i na univerzitě žáky usedající do lavic. Studentka Alex a její přátelé později přijdou na vrahův motiv. Vybírá oběti podle úspěchu studentů v závěrečných zkouškách. Univerzita je také pod dohledem detektivů. Problém je v tom, že vrahem může být tedy každý, včetně detektivů, profesorů či samotné Alex.